# Elaeocarpus piestocarpus
Elaeocarpus piestocarpus är en tvåhjärtbladig växtart som beskrevs av Schlechter. Elaeocarpus piestocarpus ingår i släktet Elaeocarpus och familjen Elaeocarpaceae. Inga underarter finns listade i Catalogue of Life.